# Тишлер, Хайке
Хайке Тишлер (нем. Heike Tischler; род. 4 февраля 1964, Зальфельд, Гера) — немецкая легкоатлетка, специалистка по многоборьям. Выступала за сборные ГДР и Германии по лёгкой атлетике в 1983—1992 годах, обладательница серебряной медали чемпионата Европы, бронзовая призёрка международного турнира «Дружба-84», двукратная победительница Кубка Европы в командном зачёте.

## Биография
Хайке Тишлер родилась 4 февраля 1964 года в Зальфельде, ГДР. Занималась лёгкой атлетикой в городе Йена, выступала за местный спортивный клуб «Мотор Йена».
Впервые заявила о себе в лёгкой атлетике на международном уровне в сезоне 1983 года, когда на турнире в польском Сопоте стала в программе семиборья пятой.
Рассматривалась в качестве кандидатки на участие в летних Олимпийских играх 1984 года в Лос-Анджелесе, однако ГДР вместе с несколькими другими странами восточного блока бойкотировала эти соревнования по политическим причинам. Вместо этого Тишлер выступила на альтернативном турнире «Дружба-84» в Праге, где выиграла бронзовую медаль в зачёте семиборья, уступив только советским легкоатлеткам Наталье Грачёвой и Надежде Виноградовой.
В 1985 году на Кубке Европы по легкоатлетическим многоборьям в Крефельде закрыла десятку сильнейших личного зачёта и тем самым помогла соотечественницам выиграть командный зачёт.
В 1987 году была четвёртой на турнире Hypo-Meeting в Гётцисе, снялась с соревнований после пяти видов на Кубке Европы в Арле, показала шестой результат на турнире Décastar во Франции.
На Hypo-Meeting 1988 года вновь заняла четвёртое место.
В 1990 году в семиборье с личным рекордом в 6572 очка завоевала серебряную награду на чемпионате Европы в Сплите — здесь её обошла лишь соотечественница Сабине Браун.
После воссоединения Германии ещё в течение некоторого времени продолжала выступать на международном уровне в составе немецкой сборной. Так, в 1991 году была пятой на Hypo-Meeting. На Кубке Европы в Хелмонде стала второй в личном зачёте и вновь выиграла командный зачёт. Принимала участие в чемпионате мира в Токио, где досрочно завершила выступление, не показав итогового результата.
Завершила спортивную карьеру по окончании сезона 1992 года.
Её дочь Софи Вайсенберг тоже добилась успеха в лёгкой атлетике, становилась серебряной призёркой юниорского чемпионата мира и молодёжного чемпионата Европы.